# 梁赫群
梁赫群（英語：Kenny Liang，1971年12月4日—），出生於臺灣，現為臺灣談話節目主持人、電視節目製作人，曾任年代電視節目部總監。

## 簡介
少年時期曾赴加拿大溫哥華留學直至畢業取得大眾傳播學位。
梁赫群為景行廳男孩成員之一，人稱“小梁哥”，是景行廳男孩的“公關”；其餘成員為趙正平、林智賢。

## 個人生活
梁赫群的父親是知名演員及戲劇導演梁修身，尚有一同父異母的弟弟是藝人梁正群。
2014年7月與周裕婷（Stacey）登記結婚。2015年3月22日補辦婚宴。2016年1月，梁赫群與妻子誕下兒子。

## 製作作品
| 頻道       | 節目                               |
| 年代MUCH台 | 《包公管不管》                     |
| 台視       | 《綜藝旗艦》                       |
| 台視       | 《齊天大勝》                       |
| 民視       | 《綜藝戰艦》                       |
| 華視       | 《超級星期天》之單元〈超級任務〉   |
| 東森綜合台 | 《全民估價王》                     |
| 台視       | 《齊天大勝》                       |
| 年代MUCH台 | 《今晚誰當家》                     |
| 東森綜合台 | 《張菲夜電》                       |
| 中天綜合台 | 《康熙来了》（曾参与製作一段时间） |
| 年代綜合台 | 《王牌大製騙》                     |

## 演出作品

### 電影
| 年份   | 電影名稱     | 角色                     | 導演                 |
| 2010年 | 第四張畫     | 警察                     | 鍾孟宏               |
| 2010年 | 茱麗葉       | 歐A                      | 侯季然 沈可尚 陳玉勳 |
| 2013年 | 失魂         | 警員小吳                 | 鍾孟宏               |
| 2014年 | 只要一分鐘   | George                   | 陳慧翎               |
| 2014年 | 共犯         | 訓導主任                 | 張榮吉               |
| 2017年 | 一路順風     | 小梁                     | 鍾孟宏               |
| 2017年 | 吃吃的愛     | 製片                     | 蔡康永               |
| 2017年 | 大佛普拉斯   | 警局分局長               | 黃信堯               |
| 2018年 | 有一種喜歡   | 鄭霖                     | 王郁惠               |
| 2019年 | 江湖無難事   | 副導演小梁哥             | 高炳權               |
| 2020年 | 消失的情人節 | 處理楊曉淇父親失蹤的警察 | 陳玉勳               |

### 電視劇
| 年份   | 頻道                     | 劇名                           | 角色     |
| 2007年 | 台視、三立都會台         | 《櫻野三加一》                 | 梁製作人 |
| 2008年 | 台視、三立都會台         | 《無敵珊寶妹》                 | 胡大刀   |
| 2008年 | 台視、三立都會台         | 《比賽開始》                   | 梁會長   |
| 2008年 | 中視無線台               | 《江湖.com》                   | 黃小石   |
| 2009年 | 利樂包裝（台灣）網路喜劇 | 《為愛發電》                   | 老闆     |
| 2010年 | 中天娛樂台               | 《戀戀阿里山》                 | 祝導     |
| 2012年 | 台視                     | 《陽光正藍》                   | 方家慶   |
| 2013年 | 中天綜合台               | 《PMAM》                       | 軍哥     |
| 2013年 | 中視                     | 《媽，親一下》                 | 主持人   |
| 2014年 | 八大綜合台               | 《終極X宿舍》                  | 梁兮兮   |
| 2016年 | 中視                     | 《原來1家人》                  | 主持人   |
| 2020年 | 公視                     | 學生劇展-《爹地殺手》          | 學校老師 |
| 2020年 | 東森戲劇台               | 《姊妹們追吧》                 | 債主     |
| 2022年 | 華視、公視台語台         | 《婚姻結業式》                 | 吳奉達   |
| 2022年 | 公視、friDay影音         | 《你的婚姻不是你的婚姻－梅莉》 | 孔哥     |
| 2023年 | 華視、公視台語台         | 《婚姻結業式2》                | 吳奉達   |

## 主持作品

### 電視節目
| 頻道       | 節目                 | 備註               |
| 華視       | 《這就叫做「愛」》   |                    |
| 華視       | 《綜藝大國民》       |                    |
| 華視       | 《黃金舞台》         |                    |
| 華視       | 《天才衝衝衝》       | 代班主持           |
| 華視       | 《食在夠麻吉》       |                    |
| 三立都會台 | 《王牌大賤諜》       |                    |
| 三立都會台 | 《創意過生活》       |                    |
| 東森綜合台 | 《黃金計程車》       |                    |
| 東森綜合台 | 《今晚咖很大》       |                    |
| 東風衛視   | 《非關命運》         |                    |
| 東風衛視   | 《愛設計》           |                    |
| 年代MUCH台 | 《王牌鑑定團》       |                    |
| 年代MUCH台 | 《大家來開運》       |                    |
| 年代MUCH台 | 《百變智多星》       |                    |
| 年代綜合台 | 《新開運鑑定團》     |                    |
| 年代綜合台 | 《就是愛把咩》       |                    |
| 中天娛樂台 | 《梁陳即時》         |                    |
| 中天娛樂台 | 《明星開麥拉》       |                    |
| 中天娛樂台 | 《蘭帶廚神爭霸戰》   |                    |
| 中天娛樂台 | 《天天樂財神》       |                    |
| TVBS歡樂台 | 《吃飯皇帝大》       |                    |
| TVBS歡樂台 | 《食尚玩家》         |                    |
| 中視       | 《我猜我猜我猜猜猜》 | （代班主持）       |
| 中視       | 《龍騰虎躍101》      | 2012年除夕特別節目 |
| 超視       | 《熟女不滿族》       |                    |
| 超視       | 《請問 今晚住誰家》  |                    |
| 超視       | 《二分之一強》       |                    |
| 民視       | 《姊妹亮起來》       |                    |
| 東森綜合台 | 《今晚開讚吧》       | 代班主持人         |
| 中視       | 《戀愛上線中》       |                    |

### 網路節目
- 《梁梁駕到》（搭檔咪雅）

### 頒獎典禮

#### 金曲獎
| 年份 | 節目                     | 頻道 | 備註       |
| ---- | ------------------------ | ---- | ---------- |
| 2010 | 《第21屆金曲獎星光大道》 | 台視 | 搭檔路嘉怡 |

#### 金鐘獎
| 年份 | 節目                     | 頻道 | 備註                       |
| ---- | ------------------------ | ---- | -------------------------- |
| 2009 | 《第44屆金鐘獎星光大道》 | 台視 | 搭檔潘慧如                 |
| 2009 | 《第44屆金鐘獎頒獎典禮》 | 台視 | 搭檔徐乃麟、陳亞蘭、白歆惠 |
| 2012 | 《第47屆金鐘獎星光大道》 | 華視 | 搭檔翁滋蔓                 |

## 外部連結
- 梁赫群的Facebook專頁
- 梁赫群的新浪微博
- 梁赫群在互联网电影资料库（IMDb）上的資料（英文）
- 梁赫群在香港影庫上的簡介
- 梁赫群在豆瓣上的资料（简体中文）
- 梁赫群在时光网上的簡介（简体中文）
- 梁赫群在台灣電影網上的資料（繁體中文）